# 10,000 Volts
10,000 Volts är Ace Frehleys tionde soloalbum, utgivet den 23 februari 2024. Albumet är utgivet på LP, CD och digital nedladdning.

## Låtlista
1. 10,000 Volts – 3:24
2. Walkin’ on the Moon – 3:44
3. Cosmic Heart – 3:53
4. Cherry Medicine – 3:39
5. Back Into My Arms Again – 3:36
6. Fightin' for Life – 3:20
7. Blinded – 3:53
8. Constantly Cute – 3:38
9. Life of a Stranger – 3:57
10. Up in the Sky – 4:27
11. Stratosphere – 3:05